# Parochthiphila nigrolineata
Parochthiphila nigrolineata är en tvåvingeart som beskrevs av Beschovski och Merz 1998. Parochthiphila nigrolineata ingår i släktet Parochthiphila och familjen markflugor. Inga underarter finns listade i Catalogue of Life.